# 38684 Велеград
38684 Велеград (38684 Velehrad) — астероїд головного поясу, відкритий 25 серпня 2000 року.
Тіссеранів параметр щодо Юпітера — 3,023.
Названо на честь Велеграду (чеськ. Velehrad) — населеного пункту в Чехії на кордоні з Угорщиною та Словаччиною.